# Universiade d'été de 2013
Navigation
Édition précédente Édition suivante
Les Universiades d'été de 2013, officiellement connus comme les  XXVIIe Universiades d'été se sont déroulées du 6 au 17 juillet 2013 à Kazan, en Russie. Organisée par la FISU, l'évènement rassemble près de 13 500 sportifs, issus de 170 pays. 27 sports figurent au programme des compétitions.

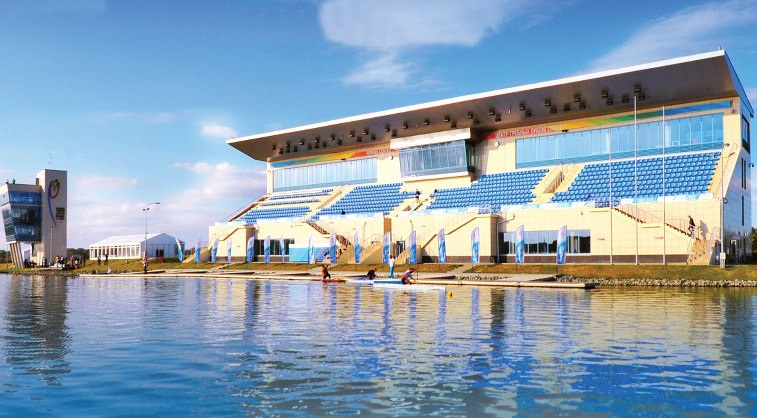
Rowing Center.
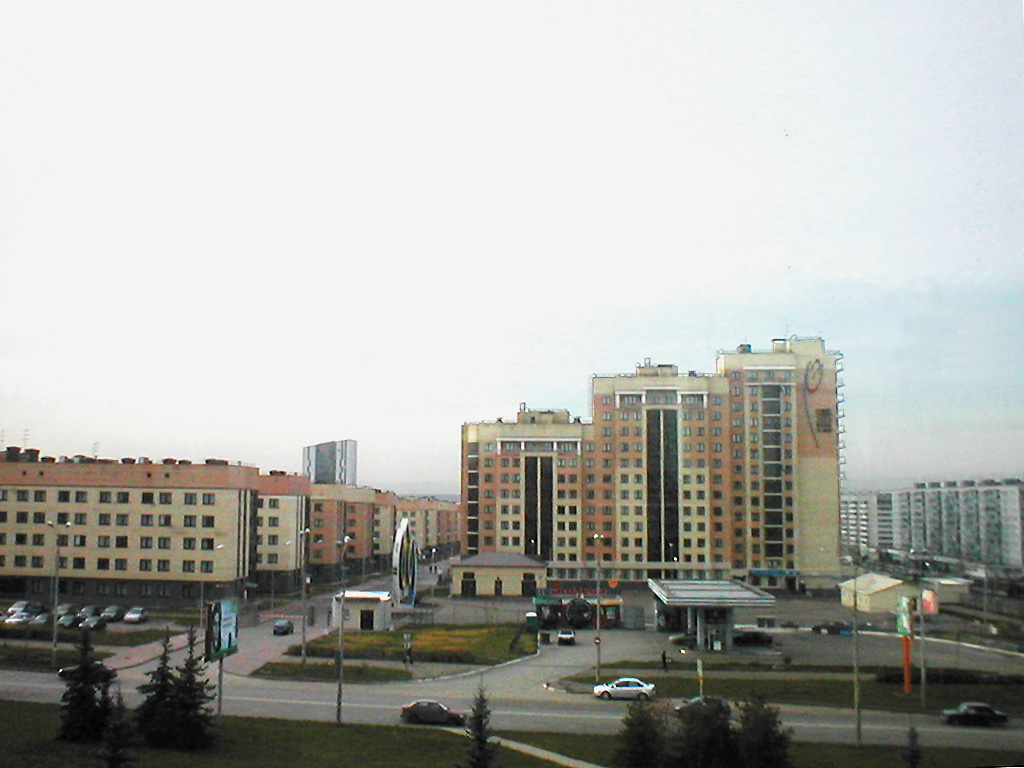
Universiade Village.
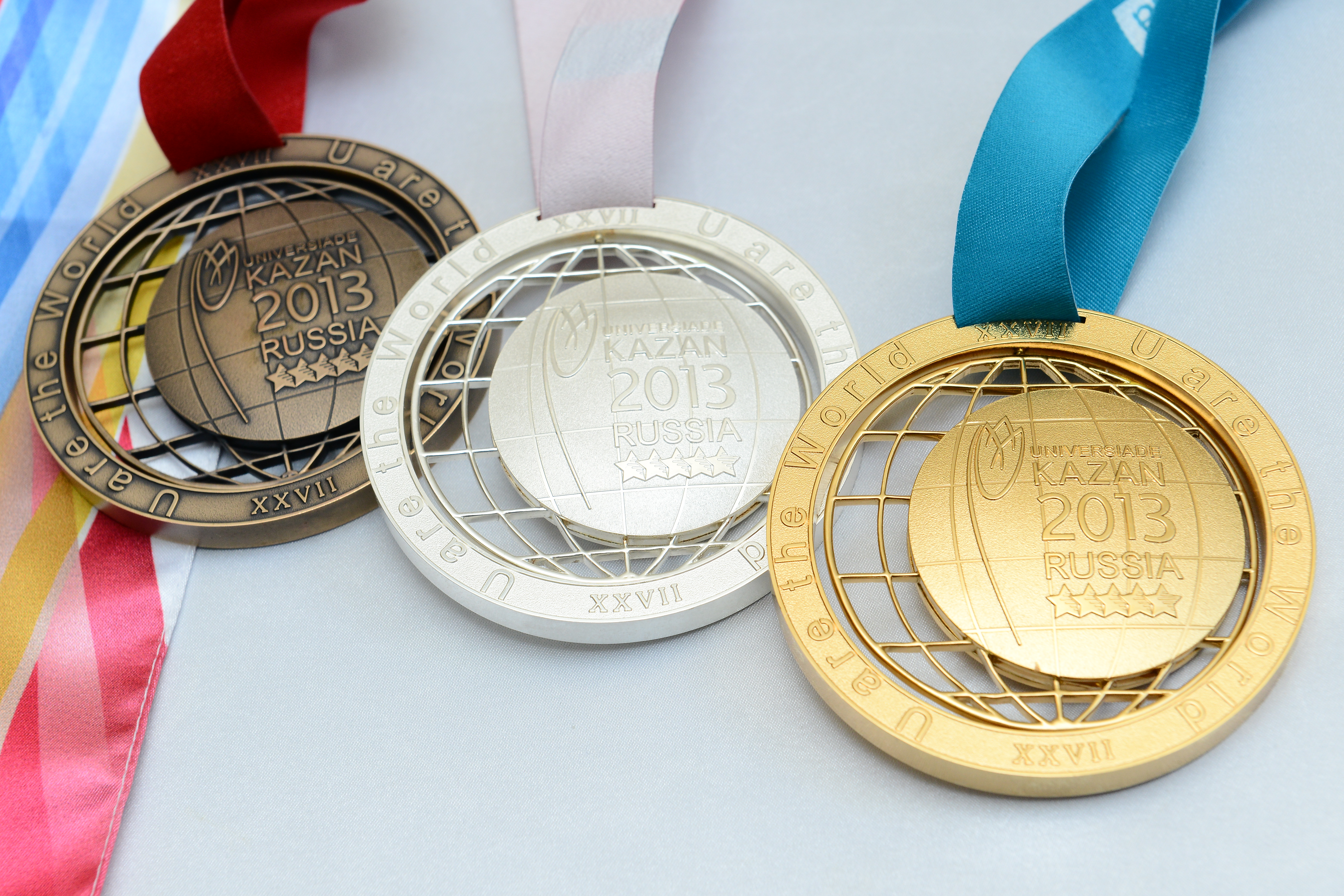
medals.